# قضام
قضّام (الاسم العلمي: Trox) (بالإنجليزية: Hide beetle)‏ هو جنس حشرات خنفسية من فصيلة القضاميات. توجد أنواعه في جميع أنحاء العالم تقريبًا. أنواعه عديدة جميعها صغيرة القد تعيش على الصوف والريش والشعر. وقد ذُكر هذا الجنس باسم حنظب، في حين أشارت العديد من المصادر إلى أن حنظب هو ما يقابل الجنس ذو الاسم العلمي: Lucanus.

## الأنواع
من أنواعها:
- قضام الطير
- قضام لولبي